# Qüestionari d'elecció múltiple
El qüestionari d'elecció múltiple és un sistema d'avaluació basat en una sèrie de preguntes amb diferents respostes, de les quals la persona ha d'escollir la o les correctes. Usat com a prova en educació, també s'ha aplicat a qüestionaris psicològics, estudis d'opinió i altres. Es poden corregir de forma automàtica mitjançant un programa informàtic.
Els seus primers usos documentats daten del 1914, en la selecció dels soldats per a la Primera Guerra Mundial i en els exàmens de Frederick J. Kelly a la Universitat de Kansas.

## Avantatges
- Els estudiants poden entrenar-se per respondre les preguntes i millorar el resultats
- Redueix la subjectivitat de l'examinador en corregir, i com més ítems, més fiables són els resultats de la prova (que per aquest motiu a vegades s'anomena «prova objectiva»)
- Redueix el temps de correcció i sovint també la durada de l'examen respecte a altres formats com les preguntes obertes

## Inconvenients
- La subjectivitat o l'ambigüitat pot estar en el disseny de les preguntes
- Juga un cert paper l'atzar en la nota (per això usualment en les correccions les errades descompten punts), ja que l'examinand pot triar una opció sense saber realment què està posant
- No admet gradacions de coneixement, o se sap un ítem o no i no té en compte determinades habilitats pràctiques o procedimentals

Alguns intents per reduir aquests inconvenients passen per posar la mateixa pregunta de maneres diferents (sobretot en els tests de personalitat) per detectar incoherències o respostes a l'atzar, posar respostes semblants que distreguin l'examinand o no usar un patró de respostes, de manera que el candidat no pugui marcar una opció perquè hi hagi moltes o poques d'aquell mateix tipus